# Венгрия на летних Олимпийских играх 2000
На Летних Олимпийских играх 2000 года Венгрию представляло 178 спортсменов, выступивших в 23 видах спорта. Они завоевали 8 золотых, 6 серебряных и 3 бронзовых медали, что вывело венгерскую сборную на 13-е место в неофициальном командном зачёте.

## Медалисты
| Медаль  | Спортсмен                                               | Вид спорта                  | Дисциплина                         |
| ------- | ------------------------------------------------------- | --------------------------- | ---------------------------------- |
| Золото  | Тимеа Надь                                              | Фехтование                  | Женщины, шпага, личное первенство  |
| Золото  | Золтан Каммерер Ботонд Шторц                            | Гребля на байдарках и каноэ | Мужчины, байдарка-двойка, 500 м    |
| Золото  | Габор Хорват Золтан Каммерер Ботонд Шторц Акош Верецкеи | Гребля на байдарках и каноэ | Мужчины, байдарка-четвёрка, 1000 м |
| Золото  | Дьёрдь Колонич                                          | Гребля на байдарках и каноэ | Мужчины, каноэ-одиночка, 500 м     |
| Золото  | Ференц Новак Имре Пулаи                                 | Гребля на байдарках и каноэ | Мужчины, каноэ-двойка, 500 м       |
| Золото  | Сильвестер Чоллань                                      | Спортивная гимнастика       | Мужчины, кольца                    |
| Золото  | Агнеш Ковач                                             | Плавание                    | Женщины, 200 м брассом             |
| Золото  | Команда                                                 | Водное поло                 | Мужчины                            |
| Серебро | Габор Балог                                             | Современное пятиборье       | Мужчины, личное первенство         |
| Серебро | Каталин Ковач Сильвия Сабо                              | Гребля на байдарках и каноэ | Женщины, байдарка-двойка, 500 м    |
| Серебро | Каталин Ковач Сильвия Сабо Рита Кёбан Эржебет Вишки     | Гребля на байдарках и каноэ | Женщины, байдарка-четвёрка, 500 м  |
| Серебро | Команда                                                 | Гандбол                     | Женщины                            |
| Серебро | Эржебет Маркуш                                          | Тяжёлая атлетика            | Женщины, до 69 кг                  |
| Серебро | Шандор Бардоши                                          | Греко-римская борьба        | Мужчины, до 85 кг                  |
| Бронза  | Жолт Эрдеи                                              | Бокс                        | Мужчины, до 75 кг                  |
| Бронза  | Кристиан Бартфаи Кристиан Вереб                         | Гребля на байдарках и каноэ | Мужчины, байдарка-двойка, 1000 м   |
| Бронза  | Диана Игай                                              | Стендовая стрельба          | Женщины, круглый стенд             |

## Результаты соревнований

### Академическая гребля
В следующий раунд из каждого заезда проходили несколько лучших экипажей (в зависимости от дисциплины). В финал A выходили 6 сильнейших экипажей, остальные разыгрывали места в утешительных финалах B-D.
Мужчины
| Соревнование  | Спортсмены             | Предварительный заезд | Предварительный заезд | Предварительный заезд | Отборочный заезд | Отборочный заезд | Отборочный заезд | Полуфинал | Полуфинал | Полуфинал | Финал   | Финал   | Итоговое место |
| Соревнование  | Спортсмены             | Заезд                 | Время                 | Место                 | Заезд            | Время            | Место            | Заезд     | Время     | Место     | Время   | Место   | Итоговое место |
| ------------- | ---------------------- | --------------------- | --------------------- | --------------------- | ---------------- | ---------------- | ---------------- | --------- | --------- | --------- | ------- | ------- | -------------- |
| двойки парные | Тибор Петё Акош Халлер | 1                     | 6:28,33               | 1 Q                   | не участвовали   | не участвовали   | не участвовали   | 1         | 6:23,81   | 3 QA      | Финал A | Финал A | 5              |
| двойки парные | Тибор Петё Акош Халлер | 1                     | 6:28,33               | 1 Q                   | не участвовали   | не участвовали   | не участвовали   | 1         | 6:23,81   | 3 QA      | 6:27,04 | 5       | 5              |

### Велоспорт

#### Трековый велоспорт
Всего спортсменов — 1
Победители определялись по результатам одного соревновательного дня. В гите победителей определяли по лучшему времени, показанному на определённой дистанции, а в гонке по очкам и мэдисоне по количеству набранных баллов.
Женщины
| Спортсмен       | Соревнование | Результат       | Место |
| Спортсмен       | Соревнование | Время Очки      | Место |
| --------------- | ------------ | --------------- | ----- |
| Сильвия Саболчи | Гит с места  | 35,778 (+1,638) | 12    |

### Дзюдо
Спортсменов — 4
Соревнования по дзюдо проводились по системе на выбывание. В утешительные раунды попадали спортсмены, проигравшие полуфиналистам турнира. Два спортсмена, одержавших победу в утешительном раунде, в поединке за бронзу сражались с проигравшими в полуфинале.
Мужчины
| Соревнование | Спортсмены         | Первый раунд       | Второй раунд                         | 1/8 финала                        | Четвертьфинал        | Полуфинал            | Финал                | Место |
| Соревнование | Спортсмены         | Соперник Результат | Соперник Результат                   | Соперник Результат                | Соперник Результат   | Соперник Результат   | Соперник Результат   | Место |
| ------------ | ------------------ | ------------------ | ------------------------------------ | --------------------------------- | -------------------- | -------------------- | -------------------- | ----- |
| до 66 кг     | Йожеф Чак          | Не участвовал      | Георгий Георгиев (BUL) П 0000 — 0010 | Завершил выступление              | Завершил выступление | Завершил выступление | Завершил выступление | —     |
| до 73 кг     | Миклош Ийеш        | Не участвовал      | К. Асеведо (PUR) В 0200 — 0000       | Мишел Алмейда (POR) П 0000 — 1002 | Завершил выступление | Завершил выступление | Завершил выступление | —     |
| до 81 кг     | Кристиан Тёльдьеши | Не участвовал      | Т. Слайфилд (NZL) В 0011 — 0010      | А. Будылин (EST) П 0100 — 0112    | Завершил выступление | Завершил выступление | Завершил выступление | —     |

Женщины
| Соревнование | Спортсмены     | Первый раунд       | 1/8 финала                      | Четвертьфинал         | Полуфинал             | Финал                 | Место |
| Соревнование | Спортсмены     | Соперник Результат | Соперник Результат              | Соперник Результат    | Соперник Результат    | Соперник Результат    | Место |
| ------------ | -------------- | ------------------ | ------------------------------- | --------------------- | --------------------- | --------------------- | ----- |
| до 57 кг     | Эстер Чизмадиа | Не участвовала     | Челита Шутц (USA) П 0000 — 1000 | Завершила выступление | Завершила выступление | Завершила выступление | —     |

### Плавание
Спортсменов — 10
В следующий раунд на каждой дистанции проходили лучшие спортсмены по времени, независимо от места занятого в своём заплыве.
Мужчины
| Спортсмен      | Соревнование        | Предварительные заплывы | Предварительные заплывы | Полуфиналы | Полуфиналы | Финал     | Финал     |
| Спортсмен      | Соревнование        | Результат               | Место                   | Результат  | Место      | Результат | Место     |
| -------------- | ------------------- | ----------------------- | ----------------------- | ---------- | ---------- | --------- | --------- |
| Бела Сабадош   | 200 м вольный стиль | 1:50,10                 | 15                      | 1:49,36    | 11         | Не прошёл | Не прошёл |
| Аттила Зубор   | 200 м вольный стиль | 1:50,11                 | 16                      | 1:49,87    | 14         | Не прошёл | Не прошёл |
| Золтан Силадьи | 400 м вольный стиль | 3:59,40                 | 31                      |            |            | Не прошёл | Не прошёл |
| Петер Хорват   | 100 м на спине      | 55,81                   | 13                      | 55,65      | 10         | Не прошёл | Не прошёл |
| Карой Гюттлер  | 100 м брасс         | 1:01,66                 | 4                       | 1:01,83    | 9          | Не прошёл | Не прошёл |
| Иштван Батази  | 400 м комплекс      | 4:18,85                 | 10                      |            |            | Не прошёл | Не прошёл |

Женщины
| Спортсменка     | Соревнование         | Предварительные заплывы | Предварительные заплывы | Полуфиналы | Полуфиналы | Финал     | Финал     |
| Спортсменка     | Соревнование         | Результат               | Место                   | Результат  | Место      | Результат | Место     |
| --------------- | -------------------- | ----------------------- | ----------------------- | ---------- | ---------- | --------- | --------- |
| Эва Ристов      | 400 м вольным стилем | 4:18,48                 | 29                      |            |            | Не прошла | Не прошла |
| Орсолия Ференци | 100 м баттерфляем    | 1:01,15                 | 23                      | Не прошла  | Не прошла  | Не прошла | Не прошла |
| Анна Мария Кисс | 100 м на спине       | 1:06,12                 | 36                      | Не прошла  | Не прошла  | Не прошла | Не прошла |
| Агнеш Ковач     | 100 м брасс          | 1:08,50                 | 6                       | 1:07,79    | 2          | 1:08,09   | 5         |

### Прыжки в воду
Спортсменов — 4
В индивидуальных прыжках в предварительных раундах складывались результаты квалификации и полуфинальных прыжков. По их результатам в финал проходило 12 спортсменов. В финале они начинали с результатами полуфинальных прыжков.
Мужчины
| Спортсмен     | Соревнование | Квалификация | Квалификация | Полуфинал | Полуфинал | Всего     | Финал     | Финал     | Всего  | Место |
| Спортсмен     | Соревнование | Очков        | Место        | Очков     | Место     | Всего     | Очков     | Место     | Всего  | Место |
| ------------- | ------------ | ------------ | ------------ | --------- | --------- | --------- | --------- | --------- | ------ | ----- |
| Имре Лендьель | трамплин     | 382,98       | 13           | 222,60    | 10        | 605,58    | 390,87    | 11        | 613,47 | 11    |
| Андраш Хайнал | вышка        | 316,14       | 34           | Не прошёл | Не прошёл | Не прошёл | Не прошёл | Не прошёл | 316,14 | 34    |

Женщины
| Спортсмен     | Соревнование | Квалификация | Квалификация | Полуфинал | Полуфинал | Всего     | Финал     | Финал     | Всего  | Место |
| Спортсмен     | Соревнование | Очков        | Место        | Очков     | Место     | Всего     | Очков     | Место     | Всего  | Место |
| ------------- | ------------ | ------------ | ------------ | --------- | --------- | --------- | --------- | --------- | ------ | ----- |
| Нора Барта    | трамплин     | 258,33       | 22           | Не прошла | Не прошла | Не прошла | Не прошла | Не прошла | 258,33 | 22    |
| Орсоля Пинтер | трамплин     | 239,64       | 25           | Не прошла | Не прошла | Не прошла | Не прошла | Не прошла | 239,64 | 25    |

### Стрельба
Спортсменов — 2
После квалификации лучшие спортсмены по очкам проходили в финал, где продолжали с очками, набранными в квалификации. В некоторых дисциплинах квалификация не проводилась. Там спортсмены выявляли сильнейшего в один раунд.
Мужчины
| Спортсмен      | Соревнование   | Квалификация | Место | Финал     | Место     | Всего | Место |
| -------------- | -------------- | ------------ | ----- | --------- | --------- | ----- | ----- |
| Лайош Палинкас | Пистолет, 10 м | 570          | 29    | Не прошёл | Не прошёл | 570   | 29    |
| Иштван Ямбрик  | Пистолет, 10 м | 555          | 42    | Не прошёл | Не прошёл | 555   | 42    |

### Триатлон
Спортсменов — 4
Триатлон дебютировал в программе летних Олимпийских игр. Соревнования состояли из 3 этапов — плавание (1,5 км), велоспорт (40 км), бег (10 км).
Мужчины
| Спортсмен   | Соревнование      | Плавание | Велоспорт | Бег      | Итоговое время | Место | Отставание |
| ----------- | ----------------- | -------- | --------- | -------- | -------------- | ----- | ---------- |
| Саба Куттор | личное первенство | 18:06,79 | 59:34,30  | 33:24,65 | 1:51:05,74     | 30    | +02:41,72  |

Женщины
| Спортсмен    | Соревнование      | Плавание | Велоспорт  | Бег      | Итоговое время | Место | Отставание |
| ------------ | ----------------- | -------- | ---------- | -------- | -------------- | ----- | ---------- |
| Нора Эдоцени | личное первенство | 20:28,48 | 1:07:05,30 | 37:46,25 | 2:05:20,03     | 19    | +04:39,51  |
| Эрика Молнар | личное первенство | 21:05,98 | 1:08:31,11 | 36:02,41 | 2:05:39,50     | 23    | +04:58,98  |
| Анико Гог    | личное первенство | 21:16,18 | 1:11:41,29 | 41:53,08 | 2:14:50,55     | 39    | +14:10,03  |

### Тяжёлая атлетика
Спортсменов — 2
В рамках соревнований по тяжёлой атлетике проводятся два упражнения — рывок и толчок. В каждом из упражнений спортсмену даётся 3 попытки, в которых он может заказать любой вес, кратный 2,5 кг. Победитель определяется по сумме двух упражнений.
Мужчины
| Спортсмен     | Категория | Вес   | Рывок | Рывок | Рывок | Толчок | Толчок | Толчок | Всего | Место |
| Спортсмен     | Категория | Вес   | 1     | 2     | 3     | 1      | 2      | 3      | Всего | Место |
| ------------- | --------- | ----- | ----- | ----- | ----- | ------ | ------ | ------ | ----- | ----- |
| Золтан Фаркаш | до 62 кг  | 61,76 | 127,5 | 132,5 | 135,0 | 155,0  | 160,0  | 160,0  | 287,5 | 10    |

### Фехтование
Спортсменов — 6
В индивидуальных соревнованиях спортсмены сражаются три раунда по три минуты, либо до того момента, как один из спортсменов нанесёт 15 уколов. В командных соревнованиях поединок идёт 9 раундов по 4 минуты каждый, либо до 45 уколов. Если по окончании времени в поединке зафиксирован ничейный результат, то назначается дополнительная минута до «золотого» укола.
Мужчины
| Соревнование         | Спортсмены                              | 1/32 финала               | 1/16 финала                         | 1/8 финала                   | Четвертьфиналы           | Полуфиналы           | Финал матч за 3-е место | Место |
| Соревнование         | Спортсмены                              | Соперник Результат        | Соперник Результат                  | Соперник Результат           | Соперник Результат       | Соперник Результат   | Соперник Результат      | Место |
| -------------------- | --------------------------------------- | ------------------------- | ----------------------------------- | ---------------------------- | ------------------------ | -------------------- | ----------------------- | ----- |
| Индивидуальная шпага | Аттила Фекете (7)                       | не участвовал             | Лори Шон (CAN) (26) поб. 14:13      | Чжао Ган (CHN) (23) пор. 8:9 | Завершил выступление     | Завершил выступление | Завершил выступление    | 11    |
| Индивидуальная шпага | Иван Ковач (6)                          | не участвовал             | Джерард Адамс (AUS) (38) пор. 14:15 | Завершил выступление         | Завершил выступление     | Завершил выступление | Завершил выступление    | 19    |
| Командная шпага      | Иван Ковач Марк Марши Аттила Фекете (4) |                           |                                     | Эстония (9) · поб. 45:42     | Франция (1) · пор. 42:43 | За 5-8-е места       | За 7-е место            | 7     |
| Командная шпага      | Иван Ковач Марк Марши Аттила Фекете (4) | Германия (5) · пор. 39:45 | Австралия (11) · поб. 45:39         | Эстония (9) · поб. 45:42     | Франция (1) · пор. 42:43 |                      |                         | 7     |

Женщины
| Соревнование         | Спортсмены                                 | 1/32 финала            | 1/16 финала                          | 1/8 финала                                   | Четвертьфиналы                      | Полуфиналы                                 | Финал матч за 3-е место                       | Место |
| Соревнование         | Спортсмены                                 | Соперник Результат     | Соперник Результат                   | Соперник Результат                           | Соперник Результат                  | Соперник Результат                         | Соперник Результат                            | Место |
| -------------------- | ------------------------------------------ | ---------------------- | ------------------------------------ | -------------------------------------------- | ----------------------------------- | ------------------------------------------ | --------------------------------------------- | ----- |
| Индивидуальная шпага | Тимеа Надь (14)                            | не участвовала         | Ян Шаоци (CHN) (19) поб. 11:8        | Юлия Вансовица (LAT) (30) поб. 15:10         | Клаудия Бокель (GER) (11) поб. 15:8 | Лора Флессель-Коловиц (FRA) (2) поб. 15:14 | Джанна Хаблютцель-Бюрки (SUI) (17) поб. 15:11 | 1     |
| Индивидуальная шпага | Ильдико Минца (1)                          | не участвовала         | Арлен Стивенс (USA) (32) поб. 11:8   | Джанна Хаблютцель-Бюрки (SUI) (17) пор. 9:15 | Завершила выступление               | Завершила выступление                      | Завершила выступление                         | 9     |
| Индивидуальная шпага | Дьондьи Салай (3)                          | не участвовала         | Юлия Вансовица (LAT) (30) пор. 13:15 | Завершила выступление                        | Завершила выступление               | Завершила выступление                      | Завершила выступление                         | 18    |
| Командная шпага      | Ильдико Минца Тимеа Надь Дьондьи Салай (1) |                        |                                      |                                              | Норвегия (8) · поб. 45:32           | Россия (4) · пор. 43:45                    | За 3-е место                                  | 4     |
| Командная шпага      | Ильдико Минца Тимеа Надь Дьондьи Салай (1) | Китай (7) · пор. 39:41 |                                      |                                              | Норвегия (8) · поб. 45:32           | Россия (4) · пор. 43:45                    |                                               | 4     |